# Donji Rakovac (Federacja Bośni i Hercegowiny)
Donji Rakovac – wieś w Bośni i Hercegowinie, w Federacji Bośni i Hercegowiny, w kantonie zenicko-dobojskim, w gminie Maglaj. W 2013 roku liczyła 36 mieszkańców, z czego większość stanowili Serbowie.